# Aeroportul Samburu
Aeroportul Samburu (IATA: UAS, ICAO: HKSB) este un aeroport din Hifadhi ya Samburu⁠(d), Kenya.
Situat la o altitudine de 1.004 m, aeroportul dispune de o singură pistă.